# Sant Pere de Sudanell
Sant Pere de Sudanell és una església barroca de Sudanell (Segrià) inclosa a l'Inventari del Patrimoni Arquitectònic de Catalunya.

## Descripció
Edifici situat al nucli urbà amb la façana oberta a la plaça de l'ajuntament.
Amplia església de tres naus, la nau central és més ampla i alta, amb un cimbori de maó d'influència aragonesa al creuer. Als peus de la nau hi ha el cor. Hi ha un altar major i sis capelles. La decoració gloval segueix uns patrons barrocs molt classicitzants. Façana amb un tester curvilini suportat per pilastres i un portal amb una fornícula, a la part superior, emmarcada per volutes.
El campanar, integrat a la façana, és de secció quadrada. Sobre el mirador es sobreposa, de manera inconnexa, un cos octogonal cobert per una cúpula amb volta.

## Història
El retaule major gotico-renaixentista, el del Roser i el dels Dolors foren cremats durant la Guerra Civil.